# ليستير فرانكل
ليستير فرانكل (بالإنجليزية: Lester Frankel)‏ هو إحصائي أمريكي، ولد في 1913، وتوفي في 11 فبراير 2006 بسبب سكتة.